# Windows IoT
Windows IoT (раніше Windows Embedded) — це сімейство операційних систем від Microsoft, призначених для розробки вбудованих систем. На даний момент корпорація Майкрософт має три різні підрозділи операційних систем для вбудованих пристроїв, орієнтовані на широкий ринок — від пристроїв малого масштабу до систем реального часу та POS-пристроїв, таких як кіоски. Вбудовані операційні системи Windows доступні для виробників оригінального обладнання (OEM), які роблять його доступним для кінцевих користувачів, що попередньо придбали їх обладнання та на додаток отримують ліцензування продукту в деяких випадках.
У квітні 2018 року Microsoft випустила ще одну операційну систему Azure Sphere, призначену для додатків IoT, що працюють на ядрі Linux.

## Історія
У середині 1998 року корпорація Microsoft працювала з компанією VenturCom, для свого продукту Windows NT Embedded. Windows NT Embedded 4.0 почав свою роботу в 1998 році з невеликою командою розробників Microsoft. Цей проект, відомий в всередині компанії Microsoft як Impala, був випущений в широкий світ у 1999 році. Windows NT Embedded 4.0 — це набір інструментів і бази даних з 250 компонентів, які дозволили розробникам збирати невеликі образи Windows NT 4.0 для вбудованих пристроїв. Інструменти дозволили розробникам програмного забезпечення та вбудованим розробникам створювати компоненти, що інкапсулюють їхні двійкові файли, і додавати їх у Windows NT Embedded runtimes, що містить обмежені функціональні можливості. Мінімальний розмір образу під час роботи програми досягав 9 МБ для системи з повноцінним API Win32. Незабаром після випуску, на початку 2000 року, Microsoft вирішила, що краще взяти цю архітектуру і зробити новий продукт, використовуючи новий код Windows. Створено нову команду Windows Embedded під керівництвом Брюса Бічмана. Він працював менеджером продуктових одиниць (PUM) першого Windows Embedded і почав набирати інженерів у Microsoft. Команда сфокусувалася на наступній версії. Було прийнято рішення припинити розробку Windows 2000 Embedded і розпочати роботу над вбудованим продуктом Windows XP (який називається Whistler). Плани були складені, команда була розширена, і почалася робота проекту Whistler Embedded, під кодовою назвою Mantis. Кількість складових збільшилась з 250 до більш ніж 10 000 — більшість з них були компонентами драйверів пристроїв. Набір функцій вбудованих інструментів збагачувався, щоб включати такі функції, як керування базовими версіями, скриптування компонентів та розширюваність. Також було додано інструменти, які полегшують запуск з апаратних засобів і швидко та легко розгортають вбудовану ОС. 26 серпня 2001 року була випущена друга бета-версія для Windows XP Embedded. Початкова команда складалася з:
- Тім Хілл, менеджер групової програми, який очолював команду PM і виконував функції загального архітектора
- Майк Черрі, менеджер програми, який керував роботою інфраструктурного процесу
- Білл Луан, програмний менеджер, який відповідав за розробку першого внутрішнього інструменту iCat, який дозволив всім інженерам команди Windows «компонувати» свої функції в Windows. Пізніше цей продукт став Windows Embedded Component Designer у кінцевому результаті
- Стів Цзян, програмний менеджер, який відповідав за першу версію дизайну, розробив функцію, що дозволяє розробникам створювати вбудовані цільові зображення

Перша версія Windows Embedded Suite складалася з двох частин Target Designer та Component Designer. Першим керівником тестової команди був Бомбо Софа, який очолював першу команду тестування XPe з 2000 року. Під керівництвом Брюса Бічмана, Microsoft поставила першу версію Windows Embedded (XPe) на DevCon / Windows Hardware Conference 2001 року.
У 2002 році Брюс Бічман залишив Microsoft, а Пітер Вілсон взяв на себе команду XP у ролі PUM. До цього часу команда була об'єднана в команду Windows Deployment, а наприкінці 2003 року вони випустили XPe SP1 на DevCon.

## Сімейство IoT
Microsoft зробила ребрендинг з «Windows Embedded» на «Windows IoT», починаючи з випуску вбудованих версій Windows 10.

### Enterprise
Windows 10 IoT Enterprise, що базується на Windows 10 Enterprise CBB / LTSC / LTSB / SAC, є оновленою версією індустрії вбудованих пристроїв з доступними версіями звичайних не промаркованих, роздрібних / тонких клієнтів, планшетних систем і малих планшетів. Версії відрізняються лише ліцензуванням.
- Windows 10 IoT Enterprise 2015 (ціноутворення на основі вартості):
  - SKU 6EU-00124 — Windows 10 IoT Enterprise 2015 LTSB — High End Видання (Intel Core i7 | Intel XEON | AMD FX)
  - SKU 6EU-00125 — Windows 10 IoT Enterprise 2015 LTSB — Value Видання (Intel Core i3/i5 | AMD R-Series, A10, A8)
  - SKU 6EU-00126 — Windows 10 IoT Enterprise 2015 LTSB — Entry Видання (Intel Atom/Celeron | AMD E1, E2, A4, A6)
- Windows 10 IoT Enterprise 2016 (ціноутворення на основі вартості):
  - SKU 6EU-00034 — Windows 10 IoT Enterprise 2016 LTSB — High End Видання (Intel Core i7 | Intel XEON | AMD FX)
  - SKU 6EU-00035 — Windows 10 IoT Enterprise 2016 LTSB — Value Видання (Intel Core i3/i5 | AMD R-Series, A10, A8)
  - SKU 6EU-00036 — Windows 10 IoT Enterprise 2016 LTSB — Entry Видання (Intel Atom/Celeron | AMD E1, E2, A4, A6)
- Windows 10 IoT Enterprise 2016 (ціноутворення на основі категорії):
  - SKU 6F6-00036 — Windows 10 IoT Enterprise 2016 CBB — High End Видання (Intel Core i7 | Intel XEON | AMD FX)
  - SKU 6F6-00037 — Windows 10 IoT Enterprise 2016 CBB — Value Видання (Intel Core i3/i5 | AMD R-Series, A10, A8)
  - SKU 6F6-00038 — Windows 10 IoT Enterprise 2016 CBB — Entry Видання (Intel Atom/Celeron | AMD E1, E2, A4, A6)
  - SKU 6F6-00036 — Windows 10 IoT Enterprise 2016 SAC — High End Видання (Intel Core i7 | Intel XEON | AMD FX)
  - SKU 6F6-00037 — Windows 10 IoT Enterprise 2016 SAC — Value Видання (Intel Core i3/i5 | AMD R-Series, A10, A8)
  - SKU 6F6-00038 — Windows 10 IoT Enterprise 2016 SAC — Entry Видання (Intel Atom/Celeron | AMD E1, E2, A4, A6)
- Windows 10 IoT Enterprise 2019 (ціноутворення на основі вартості):
  - SKU MUT-00013 — Windows 10 IoT Enterprise 2019 LTSC — High End Видання (Intel Core i7 | Intel XEON | AMD FX)
  - SKU MUU-00005 — Windows 10 IoT Enterprise 2019 LTSC — Value Видання (Intel Core i3/i5 | AMD R-Series, A10, A8)
  - SKU MUV-00005 — Windows 10 IoT Enterprise 2019 LTSC — Entry Видання (Intel Atom/Celeron | AMD E1, E2, A4, A6)
- Windows 10 IoT Enterprise 2019 (ціноутворення на основі категорії):
  - SKU 6F6-00036 — Windows 10 IoT Enterprise 2019 SAC — High End Видання (Intel Core i7 | Intel XEON | AMD FX)
  - SKU 6F6-00037 — Windows 10 IoT Enterprise 2019 SAC — Value Видання (Intel Core i3/i5 | AMD R-Series, A10, A8)
  - SKU 6F6-00038 — Windows 10 IoT Enterprise 2019 SAC — Entry Видання (Intel Atom/Celeron | AMD E1, E2, A4, A6)

### Mobile
Windows 10 IoT Mobile, що базується на Windows 10 Mobile, є наступником Embedded Handheld.

#### Mobile Enterprise
Windows 10 IoT Mobile Enterprise додає підтримку ARM, декілька профілів користувачів, розширену функцію блокування та інші можливості, але в усіх інших випадках ідентична звичайній мобільній версії.

### Core
Windows 10 IoT Core вважається спадкоємцем Windows CE, хоча в них дуже погана сумісність. Оптимізований для більш дрібних і дешевих промислових пристроїв, Windows 10 IoT Core також надається безкоштовно для використання в пристроях, таких як Raspberry Pi.

#### Core Pro
Windows 10 IoT Core Pro надає можливість відкладати та контролювати оновлення, а також ліцензується тільки через дистриб'юторів; в іншому випадку вона ідентична звичайній версії IoT Core.

## Сімейство Embedded

### Compact

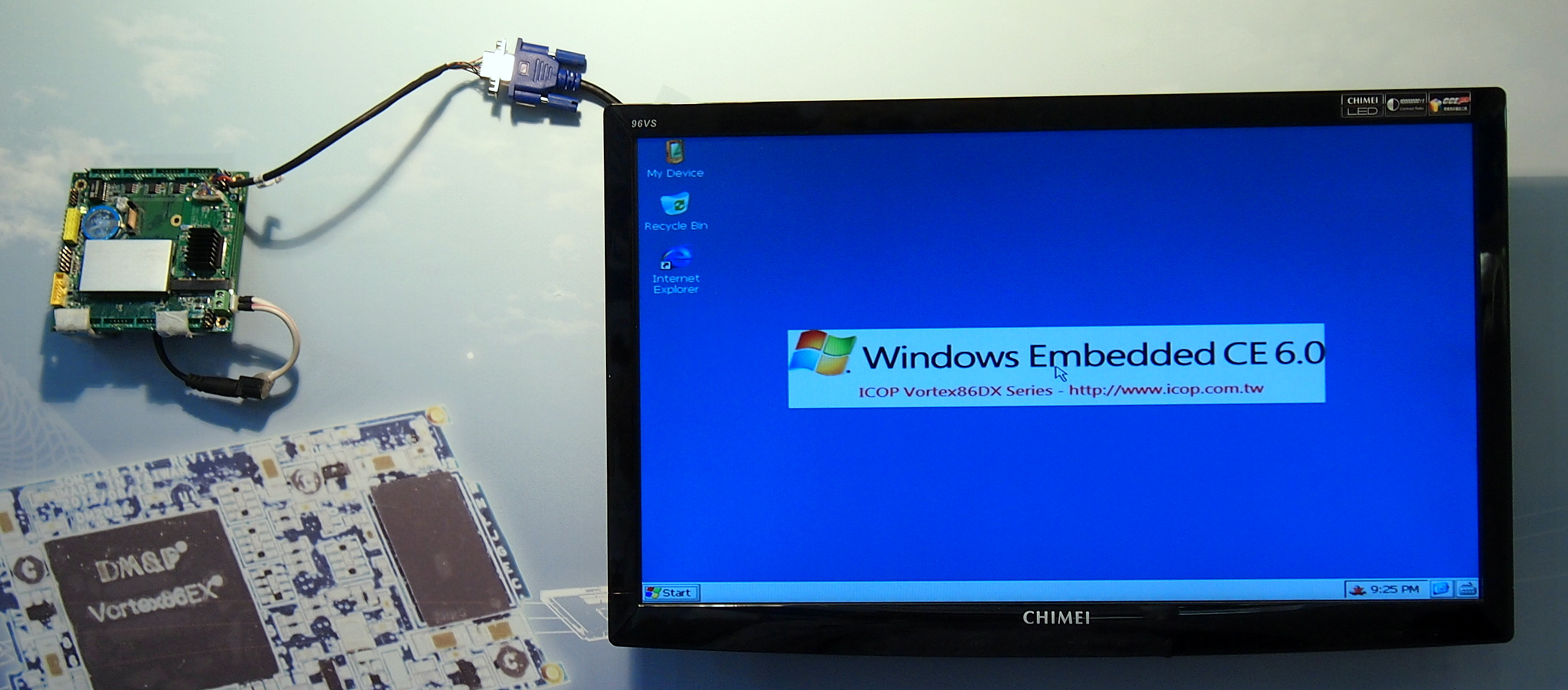
Windows Embedded CE 6.0 запущений на ICOP Vortex 86DX-System

Windows Embedded Compact (раніше відомий як Windows Embedded CE або Windows CE) є версією Windows Embedded для дуже маленьких комп'ютерів і вбудованих систем, включаючи пристрої побутової електроніки, такі як приставки та консолі відеоігор. Windows Embedded Compact — це модульна операційна система реального часу зі спеціалізованим ядром, яка може працювати в межах 1 Мб пам'яті. Він поставляється з інструментом Builder, який можна використовувати при додаванні модулів до інсталяційного образу для створення спеціального завантажувача, залежно від використовуваного пристрою. Windows Embedded Compact доступний для архітектур ARM, MIPS, SuperH і x86.
Microsoft надала спеціалізовану версію Windows Embedded Compact, відому як Windows Mobile, для використання в мобільних телефонах. Це образ Windows Embedded Compact та спеціалізовані модулі для використання в мобільних телефонах. Windows Mobile була доступна у чотирьох варіантах: Windows Mobile Класична (для Pocket PC), Windows Mobile Стандарт (для смартфонів), Windows Mobile Професіональна (для КПК) та Windows Mobile для автомобілів (для комунікаційних/розважальних/інформаційних систем, що використовуються в автомобілях). Модифіковані версії Windows Mobile використовувалися для портативних медіацентрів. У 2010 році назва Windows Mobile була замінена на Windows Phone 7, який також був заснований на Windows Embedded Compact, але не був сумісний з будь-якими попередніми продуктами.
Windows Embedded Compact 2013 це операційна система реального часу, яка працює на ARM, X86, SH і похідних цих архітектур. Вона включала .NET Framework, UI framework та різні драйвери та служби з відкритим кодом, наприклад «модулі».

### Standard
Windows Embedded Standard — це сімейство операційних систем Windows Embedded, призначених для забезпечення підприємств і виробників пристроїв свободою у виборі можливостей. Розробка промислових пристроїв та інтелектуальних системних рішень, призначених для побудови банкоматів, пристроїв для охорони здоров'я, виробничої промисловості та створення специфічних для промисловості пристроїв. Цей бренд складається з Windows NT 4.0, Windows XP Embedded, Windows Embedded Standard 2009 (WES09), Windows Embedded Standard 7 та Windows Embedded 8 Standard. Він надає повний API Win32. Windows Embedded Standard 2009 включає в себе Microsoft Silverlight, .NET Framework, Internet Explorer 7, Windows Media Player 11, RDP 6.1, Network Access Protection, Microsoft Baseline Security Analyzer та підтримка для керування службами Windows Server Update Services та System Center Configuration Manager.
Windows Embedded Standard 7 була однією з версій Windows 7 і раніше мала кодову назву Windows Embedded 'Квебек'. Windows Embedded Standard 7 включає функції Windows Vista і Windows 7. такі як: Aero, ReadyBoost, Брандмауер Windows, Windows Defender, ASLR, Windows Presentation Foundation, Silverlight 2, Windows Media Center серед декількох інших пакетів. Вона доступна у версіях IA-32 та AMD64 та була випущена у 2010 році. Вона має більший мінімальний розмір (~ 300 МБ) порівняно з 40 МБ в XP і також вимагає активації продукту. Windows Embedded Standard 7 була випущена 27 квітня 2010 року. Основна підтримка цієї версії Windows 7 була припинена 13 жовтня 2015 року і розширена підтримка була завершена 13 жовтня 2020 року. Windows Embedded 8 Standard випущено 20 березня 2013 року. Основна підтримка цієї версії Windows 8 була припинена 10 липня 2018 року, а розширена підтримка діє ще до 11 липня 2023 року.

### Для вбудованих систем (ДВС)
Наразі розділені на два бренди, продукти ДВС є бінарними ідентичними версіями ОС, які доступні в роздрібній торгівлі, але ліцензовані виключно для використання у вбудованих пристроях. Вони доступні як для IA-32, так і для процесорів x64.

#### Pro
Windows Embedded Pro, колишня Windows Embedded Enterprise, — це бренд, який складається з не серверних продуктів ДВС, включаючи Windows NT Workstation, Windows 2000 Professional, Windows XP Professional, Windows Vista Business і Ultimate, Windows 7 Professional і Ultimate, Windows 8 Pro і Windows 8.1 Pro. Microsoft змінила ім'я «Windows Embedded Enterprise» на «Windows Embedded Pro», починаючи з Windows Embedded 8 Pro.

#### Server
Windows Embedded Server це бренд, який складається з серверних продуктів FES, включаючи сервер, домашній сервер, SQL Server, сервер зберігання, сервер DPM, сервер ISA, сервер UAG, сервер TMG і сервер уніфікованого зберігання даних різних років, включаючи 2000, 2003 , 2003 R2, 2004, 2005, 2006, 2007, 2008, 2008 R2, 2012 і 2012 R2 і т. д.

### Industry
Windows Embedded Industry це бренд операційних систем Windows Embedded для промислових пристроїв. Ця марка була обмежена операційною системою Windows Embedded for Point of Service, випущеною в 2006 році, яка базується на Windows XP Embedded. Microsoft також має оновлену версію Windows Embedded для Point of service, що називається Windows embedded POSReady 2009. Тим не менш, Windows Embedded POSReady 7, одна з версій Windows 7 SP1, була випущена в 2011 році. З того часу компанія Microsoft змінила назву цього продукту з «Windows Embedded POSReady» на «Windows Embedded Industry». Windows Embedded POSReady 7 була останньою версією Windows 7, її основна підтримка була припинена 11 жовтня 2016 року, а розширена підтримка була завершена 12 жовтня 2021 року. Microsoft випустила Windows Embedded 8 Industry 2 квітня 2013 року, а 17 жовтня 2013 року — 8.1. Основна підтримка Windows Embedded 8 Industry, однієї з версій Windows 8 була припинена 9 січня 2018 року, а розширена підтримка діяла до 10 січня 2023 року; після цієї дати користувачі мають бути оновлені до Windows Embedded 8.1 Industry щоб надалі отримувати підтримку. Основна підтримка Windows Embedded 8.1 Industry; однієї з версій Windows 8.1 була припинена 10 липня 2018 року, а розширена підтримка діяла до 11 липня 2023 року.

### NAVReady
Windows Embedded NAVReady також називається Navigation Ready, який є компонентним модулем для Windows CE 5.0 і корисним для побудови портативних навігаційних пристроїв.

### Automotive
Windows Embedded Automotive, колишній Microsoft Auto, Windows CE для автомобільної промисловості, Windows Automotive і Windows Mobile для автомобілів — це вбудовані операційні системи на базі Windows CE для використання в комп'ютерних системах автомобілів. Останню версію Windows Embedded Automotive 7 було оголошено 19 жовтня 2010 року.

### КПК
10 січня 2011 року корпорація Microsoft оголосила випуск Windows Embedded Handheld 6.5. Операційна система має сумісність з Windows Mobile 6.5 і представлена як корпоративний портативний пристрій, орієнтований на роздрібних продавців, постачальників і інших компаній, які покладаються на портативні комп'ютери. Windows Embedded Handheld зберігає сумісність із застарілими програмами Windows Mobile. Windows Embedded 8.1 Handheld був представлений 23 квітня 2014 року. Відомий просто як Windows Embedded 8 Handheld (WE8H) до випуску, він був розроблений як наступне покоління Windows Embedded Handheld для портативних пристроїв та бізнесу, побудований на Windows Phone 8.1. Випущено п'ять портативних пристроїв Windows Embedded 8.1; Виготовлені компаніями Bluebird, Honeywell і Panasonic, як зазначено нижче.
| Product | Release Date | CPU                | RAM       | Storage    | Display                         | Camera(s) | Camera(s) | NFC | Secure Digital |
| Product | Release Date | CPU                | RAM       | Storage    | Display                         | Back      | Front     | NFC | Secure Digital |
| --- | ------------ | ------------------ | --------- | ---------- | ------------------------------- | --------- | --------- | --- | -------------- |
| Bluebird BM180 [Архівовано 7 лютого 2019 у Wayback Machine.] (BP30 [Архівовано 7 лютого 2019 у Wayback Machine.])   | 2013         | 1.5 GHz Dual-core  | 1 GB 2 GB | 8 GB 16 GB | 5" 720 × 1280 px 1080 × 1920 px | 8 MP      | 1.3 MP    | Так | Так            |
| Bluebird EF500 [Архівовано 7 лютого 2019 у Wayback Machine.] (EF500R [Архівовано 7 лютого 2019 у Wayback Machine.]) | 2006         | 1.5 GHz Dual-core  | 1 GB 2 GB | 8 GB 16 GB | 5" 720 × 1280 px 1080 × 1920 px | 8 MP      | 1.3 MP    | Так | Так            |
| Honeywell Dolphin 75e [Архівовано 7 березня 2016 у Wayback Machine.]                                                | 2011         | 2.26 GHz Dual-core | 2 GB      | 16 GB      | 4.3" 480 × 800 px               | 8 MP      |           | Так | Так            |
| Honeywell Dolphin CT50 [Архівовано 7 березня 2016 у Wayback Machine.]                                               | 2011         | 2.26 GHz Quad-core | 2 GB      | 16 GB      | 4.7" 720 × 1280 px              | 8 MP      |           | Так | Так            |
| Panasonic Toughpad FZ-E1                                                                                            | 2006         | 2.3 GHz Quad-core  | 2 GB      | 32 GB      | 5" 720 × 1280 px                | 8 MP      | 1.3 MP    | Так | Так            |

## Рекомендована література
- Kan, Michael (Листопад 14, 2012). Оновлення дорожньої карти Microsoft для Windows Embedded. PC World[en]. IDG[en]. Архів оригіналу за 19 липня 2016. Процитовано Січень 12, 2015.
- Foley, Mary Jo (Березень 20, 2013). Загальнодоступні версії Windows Embedded 8. ZDNet. Архів оригіналу за 31 травня 2016. Процитовано Січень 19, 2015.
- Valazco, Chris (Лютий 25, 2014). Останній Toughpad від Panasonic має міцність та товщину в 10 смартфонів (практичний). Engadget. Архів оригіналу за 14 квітня 2019. Процитовано Січень 19, 2015.